# 엄지아빠
"엄지아빠"는 2010년에 개봉한 대한민국의 영화이다.

## 캐스팅
- 방동원 : 엄지아빠 역
- 진다은 : 영주 역
- 이설구 : 오 사장 역
- 조형래 : 박충식 역
- 장세훈 : 동구 역
- 신현승: 김씨 역
- 유석창 : 필성 역
- 최은용 : 똥개 역
- 이정은 : 괭이 역